# Kékes
Kékes [ˈkeːkɛʃ] (slovakisk: Modravá) er Ungarns højeste bjerg på 1.014 over havets overflade. Det ligger 12 kilometer nordøst for Gyöngyös, i Mátra- området i provinsen Heves. Det er Ungarns tredje mest populære turistattraktion, efter Balaton-søen og Donau, og har en række hoteller og pister. Kékestető TV-tårnet står på toppen.
Navnet Kékes er afledt af bjergets ofte blålige farve. På ungarsk er ordet kék betyder 'blå', mens kékes betyder implicit 'blålig'.

## Historie
Det er hjemsted for det tidligere Pauliner-kloster i Kékes.

## Landevejscykling
For cykel-entusiaster kan bjerget bestiges ad to hovedruter.
- Syd fra Gyöngyös : 839 m over 17.8 km. Dette er den mest berømte og svære opstigning.
- Nord fra Parád : 775 m over 16,9 km. Omtrent lige i sværhedsgrad som Bédoin-stigningen, men bedre i læ mod stigningen.